# قصروك
قصروك هي مدينة تاريخية تقع في قضاء الشيخان التابع لمحافظة نينوى في العراق. معظم سكان قصروك من اليزيدية مع أقلية من الاشوريين.تعرضت المدينة للتخريب وخضعت لاحقاً للتعريب أواخر الستينات.